# 三高港
三高港（みたかこう）は、広島県江田島市沖美町三吉にある港湾。港湾管理者は広島県。地方港湾。

## 航路
- 瀬戸内シーライン（フェリー）
  - 三高港 - 広島港

2012年4月1日 - 芸備商船から江田島汽船（現・瀬戸内シーライン）への運航会社変更と同時に、大須港への寄港便がなくなった[2]。

## 旅客ターミナル
- 2020年8月8日 - 新旅客ターミナルが旧施設隣接地に完成。始発便から供用開始[3]。